# André Tondu
Pour les articles homonymes, voir Tondu.
André Paul Henri Albert Tondu né le 11 février 1903 à Marpain (Jura) et mort le 26 mai 1980 à La Croix-en-Brie (Seine-et-Marne) est un peintre français.

## Biographie
André Tondu est élève de Fernand Cormon, d'Émile Renard (1850-1930) et de Jean-Pierre Laurens à l'École des beaux-arts de Paris. Lauréat pour l'Afrique-Équatoriale française en 1927, il devait peindre des scènes africaines jusqu'en 1929 et participer à l'Exposition coloniale de 1931. Il réalisa quelques études conservées au musée du quai Branly à Paris. 

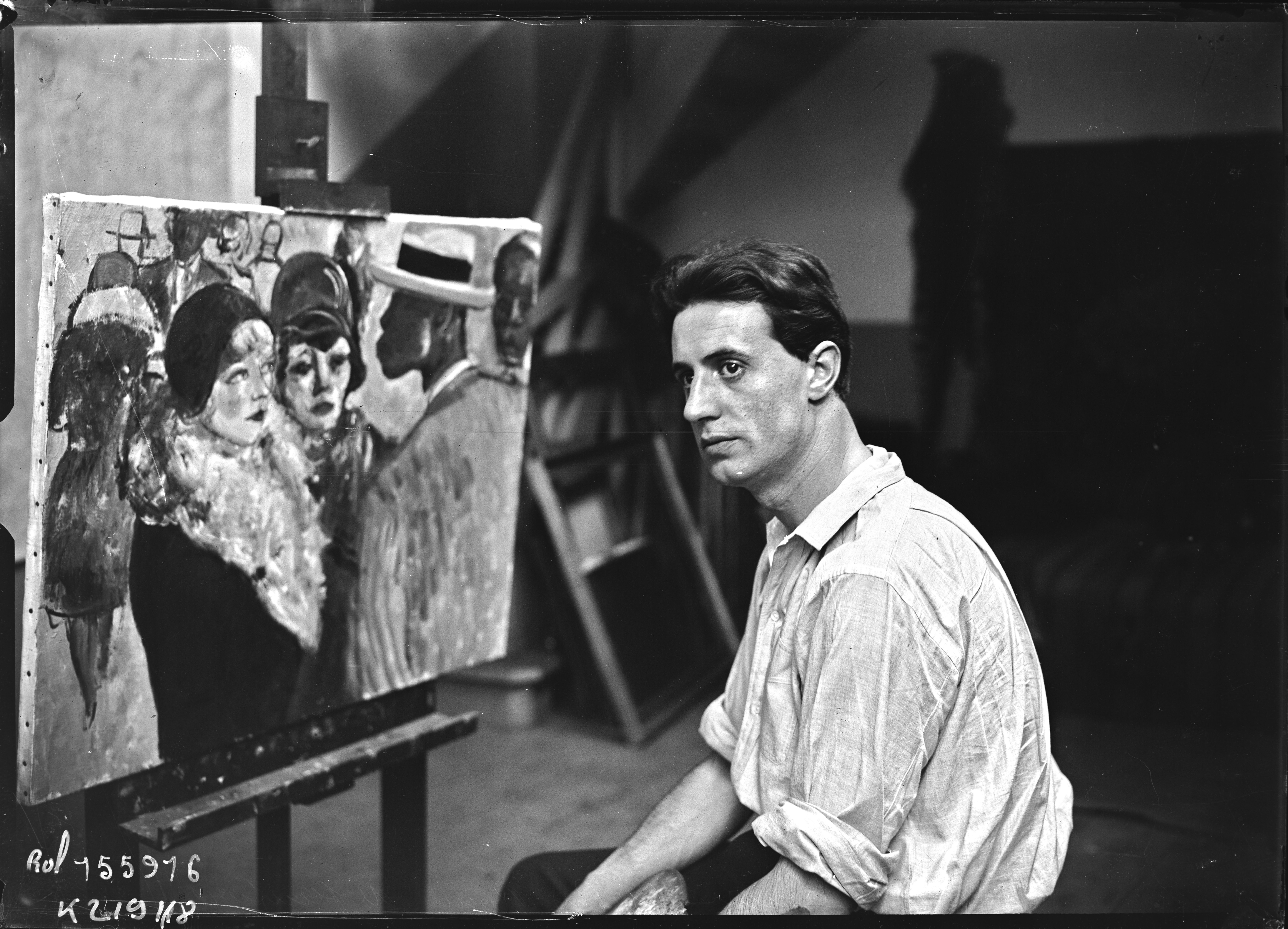
Tondu, 3 Juillet 1931

Lauréat du grand prix de Rome de 1931 pour son tableau intitulé Le Retour, il part à Rome comme pensionnaire à la villa Médicis dirigée par Paul Landowski.
André Tondu est nommé directeur de l'École nationale des beaux-arts de Dijon.

## Œuvres dans les collections publiques
Algérie
- Musée national des beaux-arts d'Alger.

France
- Dijon, musée des Beaux-Arts.
- Paris :
  - École nationale supérieure des beaux-arts : Le Retour, 1931.
  - Institut de France.
  - musée d'Art moderne de Paris.
  - Petit Palais.
- Vesoul, lycée Édouard-Belin, hall : L'Invitation au voyage, 1964, peinture murale, commande publique[5].

## Élèves
- Anne-Marie Debelfort, entre 1967 et 1972.

## Expositions
- « André Tondu. La vie heureuse », Centre Cristel Éditeur d'Art, Saint-Malo, 2016[6].